# 태아 알코올 증후군
태아 알코올 증후군(胎兒 alcohol 症候群, 영어: fetal alcohol syndrome)은 임신 기간 동안 태아의 어머니가 술을 과도하게 마실 때 아직 태어나지 않은 일부 아기들에게서 나타나는 정신적, 신체적 결함이 나타나는 선천적인 증후군을 가리킨다. 줄여서 FAS(Fetal/Foetal alcohol syndrome)라고 부른다. 이 증후군의 증상은 이를테면 안면기형이나 정신지체를 들 수 있다. 술을 마신다고 하여 꼭 이 증후군이 걸리는 것은 아니지만 임신 중에는 술을 아예 마시지 않는 것이 안전한 것으로 입증되어 있다.
현재 미 공중 위생국 장관과 영국 보건부 두 곳 모두 임신 기간에는 술을 절대 마시지 말 것을 권고하고 있다. 미국 복지부는 "임신한 여성은 주 1회 이상 술을 마셔서는 안 된다"고 완곡한 자세이지만 건강치료협회는 "임신 초기 3개월까지는 절대 금주하여야 한다"고 강조하였다.